# رئوس مطالب میل جنسی در انسان
این یک نمای فهرست‌وار از موضوعات مرتبط با تمایل جنسی در انسان است.
میل جنسی در انسان به ظرفیت او برای تجربه کردن تن‌کامگی گفته می‌شود. همچنین میل جنسی می‌تواند به چگونگی کشش یک انسان به یک انسان دیگر از نظر جنسی بپردازد که بر چندین گونه از جمله دگرجنس‌گرایی، همجنس‌گرایی و دوجنس‌گرایی قابل تقسیم است. چنانچه هیچ‌گونه کششی موجود نباشد، آن حالت را بی‌جنس‌گرایی گویند. همچنین باید گفت که میل جنسی جنبه‌های گوناگونی از زندگی انسان از جمله فرهنگ، سیاست، اقتصاد، قانون، فلسفه، اخلاقیات، الهیات، معنویت و دین را زیر تأثیر خود دارد. با این حال میل جنسی ممکن است به‌طور مستقیم با جنسیت در ارتباط نباشد.

## تاریخچه
History of human sexuality
- برپایه دوره
  - Sexuality in ancient Rome
    - Homosexuality in ancient Rome
    - Prostitution in ancient Rome

  - Timeline of sexual orientation and medicine
- برپایه ناحیه
  - History of sex in India
- برپایه موضوع
  - برپایه گرایش
    - تاریخ دگرباشی
    - History of homosexuality
      - History of lesbianism

  - خودارضایی در تاریخ
  - History of prostitution
  - تاریخ دگرباشی
    - History of same-sex unions

  - انقلاب جنسی
  - History of erotic depictions
    - عصر طلایی پورن

  - Feminist Sex Wars

## گونه‌ها
- برپایه جنسیت
  - Male sexuality
  - گرایش‌های جنسی زنانه
- برپایه سن
  - Child sexuality
    - Genital play
    - دکتربازی

  - میل جنسی در نوجوانی
  - Sexuality in older age
- برپایه ناحیه
  - روابط جنسی نوجوانان در ایالات متحده آمریکا
  - Sexuality in India
  - رابطه جنسی در ژاپن
  - Sexuality in South Korea
  - Sexuality in ancient Rome
  - Sexuality in China
  - Sexuality in the Philippines
  - حقوق دگرباشان در کشورهای گوناگون
- مرتبط
  - Animal sexual behaviour

## گرایش
گرایش جنسی
- کشش جنسی –
  - دگرجنس‌گرایی – کشش به جنس مخالف.
  - همجنس‌گرایی – کشش به جنس موافق.
  - دوجنس‌گرایی – کشش به هر دو جنس.
  - بی‌جنس‌گرایی – نداشتن کشش جنسی.
- جمعیت‌شناسی گرایش جنسی

### هویت
- هویت جنسی
- هویت جنسیتیسکس
  - تراجنسیتی

## فعالیت‌ها
- عشق‌بازی
- آمیزش جنسی بدون دخول
  - ویژه
    - ماساژ اروتیک – مالش بدن با یا بدون روغن.
    - «خشک‌خشک» – مالش از روی لباس. این کار می‌تواند در گونه‌ای رقص به نام «تیزکن» نیز انجام گیرد.
    - فوت‌جاب – تحریک اندام‌های جنسی با پاها.
    - آلت‌مالی – تحریک آلت نری با دست.
    - Irrumatio –
      - تفخیذ – (لاپایی) گونه‌ای irrumation که در آن شریک جنسی یک آلت نری یا کیر مصنوعی را بین ران‌های شریک جنسی دیگر می‌گذارد.
      - لاکونی – هنگامی که شریک جنسی یک آلت نری یا کیر مصنوعی را بین لپ‌های کون یا چاک کون شریک دیگر بگذارد.
      - لا پستانی – مالیدن کیر یا کیر مصنوعی بین چاک پستان شریک دیگر.

    - تحریک نوک پستان – تحریک دهانی یا دستی نوک پستان.
    - سوماتا – گونه‌ای تحریک اندام جنسی مردان رایج در روسپی‌خانه‌های ژاپن که در آن زن آلت نری را با دستانش ران‌هایش و لبه بزرگ کسش می‌مالد.
    - طبق‌زنی – کس به کس مالیدن که آن را پوزیشن «قیچی» نیز گیوند.
    - کیربه‌کیرمالی – مالیدن کیرها به هم.

  - غیر ویژه
    - انگشت‌کردن – تحریک کون یا کس با انگشتان.
    - آمیزش جنسی دهانی – تحریک اندام‌های جنسی با بهره‌گیری از دهان، لب‌ها، زبان، دندان یا گلو.

  -  Mutual Masturbation  – زمانی که دو تن برای یکدیگر خودارضایی کنند؛ آن‌گونه که برای خود خودارضایی می‌کنند.
    - خودتحریکی
- دخول جنسی
  - آمیزش جنسی
    - عشق‌بازی –

  - آمیزش جنسی مقعدی – دخول به مقعد با آلت نری برای تحریک جنسی.
  - آمیزش جنسی دهانی –
    - مقعدلیسی – تحریک دهانی مقعد یا میان‌دوراه.
    - فرج‌لیسی – تحریک دهانی کلیتوریس، کس یا مهبل.
    - قضیب‌لیسی – تحریک دهانی آلت نری.
- خودارضایی
  - انگشت‌کردن –
  - خودارضایی مقعدی
  - مشت‌کردن – دخول دست به مهبل یا راست‌روده.
    - اسباب‌بازی جنسی
- مرتبط
  - لوسیون صورت
  - آمیزش جنسی گروهی
- سکس رایج
  - بازیگری جنسی
    - خفت‌بندی و بی‌دی‌اس‌ام
    - سروری-بردگی
      - تحقیر شهوانی

    - سادومازوخیسم
      - شکنجه کیر و خایه
      - درکونی جنسی

    - روش‌های بانداج
    - BDSM equipment

  - یادگارپرستی
- زبان عامیانه جنسی
  - سکس بدون روکش –
  - بوکاکی –
  - جلق دایره‌ای –
  - پس‌ریزی منی –
  - شلیک منی –
  - سایبرسکس –
  - منی –
  - گنگ بنگ –
  - کیرگیری –
  - سکس سریع –
  - گلوله برفی –
  - خایه‌لیسی –
  - پروانه ونوس –
- برانگیختگی جنسی
  - لامسه
    - ناحیه شهوانی

  - بویایی
    - عطر
    - کلن

  - بینایی
    - چینش رومانتیک
    - برهنگی

  - آوایی
    - صدای جنس ماده هنگام آمیزش جنسی
    - صحبت شهوانی

  - مرتبط
    - هوس‌افزا –
    - لیبیدو –
    - خیال‌پردازی شهوانی

### رویدادهای فیزیولوژیک
- تحریک جنسی
- برانگیختگی جنسی
  - مردان
    - نعوظ

  - زنان
    - Clitoral erection
    - خیس شدن واژن
- اوج لذت جنسی
  - انزال زنان
  - انزال
- لقاح
- بارداری

### بی‌ترتیب‌ها
- زنا با محارم
  - Accidental incest
  - Covert incest
- سازوکار جنسی انسان
  - کنترل ارگاسم
- Sex magic
- والایش

## سکس‌شناسی
- سکس‌شناسی – مطالعه علمی جنسیت در انسان که شامل علائق، رفتارها و کارکردهای جنسی انسان می‌شود. این عبارت بر تحلیل سیاسی از سکس یا نقد جامعه‌شناختی آن گفته نمی‌شود.[۳][۴]
  - Sexuality in older age
  - گرایش جنسی و زیست‌شناسی
  - گرایش جنسی و محیط
  - Fraternal birth order and male sexual orientation
  - Handedness and sexual orientation
  - Neuroscience and sexual orientation
  - Prenatal hormones and sexual orientation
  - تبدیل‌درمانی
  - Sexual orientation hypothesis

### آموزش
- زادآوری انسان
- تصویر بدنی
- بلوغ جنسی
- آمیزش جنسی امن
  - بیماری‌های آمیزشی
  - پیشگیری از بارداری
  - کاندوم
  - Dental dam
- سندرم بیماری پس از ارگاسم
- Medicine
  - Reproductive medicine
    - آندرولوژی
    - پزشکی زنان
    - پزشکی مجاری ادراری

  - پزشکی جنسی
- درمان جنسی
  - بدل جنسی
- ناکارآمدی جنسی
  - اختلال نعوظ
  - بیش‌فعالی جنسی
  - سردمزاجی

## فلسفه
- کارکرد رابطه جنسی چیست؟
- رمانس چیست؟
- آیا ویژگی خاصی هست که برپایه آن عملی را جنسی قلمداد کنیم؟
- آیا برخی اعمال جنسی، خوب و برخی دیگر بد هستند؟ طبق کدام معیار؟ آیا اعمال جنسی انجام شده با رضایت افراد می‌توانند غیراخلاقی باشند یا اینکه اصلاً ممکن است خارج از مقوله اخلاق باشند؟
- رابطه سکس با تولید مثل در چیست؟ آیا وجود یکی با عدم دیگر ممکن است؟
- ایا هویت جنسی ریشه در بودشناسی دراد؟
- جنسیت، کارکرد جنسی دارد یا بیولوژیک؟
- شیءانگاری جنسی

## فرهنگ

### جنبه‌های قانونی
- قوانین
  - قوانین مربوط به سوءاستفاده جنسی از کودکان
    - Laws regarding child pornography

  - Laws regarding rape
  - زنا با محارم در قانون
  - Laws regarding prostitution
- سن رضایت
- انتقال مجرمانه اچ‌آی‌وی
- زنا با محارم
- وقاحت
- برهنگی در انظار عمومی
- تعرض جنسی
- آزار جنسی
- Sexual misconduct
- خشونت جنسی

#### تجاوز جنسی
- تجاوز جنسی –
  - Types
    - تجاوز اصلاحی
    - تجاوز در قرار عاشقانه
    - تجاوز گروهی
    - تجاوز جنسی زناشویی
    - Serial rape
    - Prison rape
    - Rape by deception
    - تجاوز جنسی در جنگ

  - اثرات و انگیزه‌ها
    - آثار و پیامدهای تجاوز جنسی
    - Rape trauma syndrome
    - Motivation for rape
    - نظریه‌های اجتماعی زیست‌شناختی تجاوز جنسی
    - فرهنگ تجاوز

  - Laws
    - تجاوز قانونی
    - Rape shield law
    - اتهام اشتباه تجاوز
    - Rape and punishment
    - Rape investigation
    - Rape kit

  - مرتبط
    - History of rape
    - Rape statistics
    - Rape by gender
    - Anti-rape device
    - Rape crisis centers
    - پورنورگرافی تجاوز
    - تجاوز و انتقام
    - فانتزی تجاوز
- آزار جنسی
  - Sexual harassment in education
- سوءاستفاده جنسی
  - سوءاستفاده جنسی از کودکان
    - Child-on-child sexual abuse

  - Religion and Sexual abuse
    - رسوایی‌های جنسی کلیسای کاتولیک
    - Roman Catholic sex abuse cases by country
    - Ecclesiastical response to Catholic sex abuse cases
    - Settlements and bankruptcies in Catholic sex abuse cases
      - Curial response to Catholic sex abuse cases
      - Media coverage of Catholic sex abuse cases
- خشونت جنسی
  - Sexual violence by intimate partners
  - Factors associated with being a victim of sexual violence

### جنبه‌های دینی
جنسیت
- Buddhism
- مسیحیت و سکس
  - Catholicism
    - Sex, gender and the Roman Catholic Church
    - رسوایی‌های جنسی کلیسای کاتولیک
      - Roman Catholic sex abuse cases by country
      - Ecclesiastical response to Catholic sex abuse cases
      - Settlements and bankruptcies in Catholic sex abuse cases
      - Curial response to Catholic sex abuse cases
      - Media coverage of Catholic sex abuse cases

  - Sexuality in Christian demonology
- تمایلات جنسی در اسلام
- یهودیت و همجنس‌گرایی
- آداب جنسی تائوئیسم

گرایش جنسی
- Christianity
- Buddhism
- Islam
- Haitian Vodou
- Hare Krishna movement
- Scientology
- Sikhism
- Unitarian Universalism
- Zoroastrianism

### جنبه‌های فیزیولوژیک
- Psychosexual development
- کشش جنسی
- خیال‌پردازی شهوانی
- لیبیدو
- شهوت

### جنبه‌های اقتصادی
- سکس و برهنگی در بازی‌های ویدئویی
- گردشگری جنسی
  - گردشگری جنسی زنانه
  - Child sex tourism
- شهوت‌نگاره
- پورنوگرافی
- تن‌فروشی
- موزه سکس
- سکس شاپ
- اسباب‌بازی جنسی
  - لرزاننده (اسباب‌بازی جنسی)
  - عروسک سکس
- باشگاه برهنگی

## سازمان‌ها
- American Institute of Bisexuality
- Arse Elektronika
- BDSM organizations
- Fuck for Forest
- Human Awareness Institute
- OneTaste
- Sex Addicts Anonymous
- Sex and Love Addicts Anonymous
- معتادان جنسی گمنام
- Sexual Compulsives Anonymous
- Society for the Advancement of Sexual Health
- Survivors of Incest Anonymous

## ادبیات
- مانگا، ژانر: هنتای
  - List of hentai authors
- Novels about ephebophilia
- Non-fiction books about prostitution
- رده:کتاب‌های پورنوگرافی
- Pornographic magazines
- Pornographic subgenres
- رده:شیوه‌نامه‌های جنسی

### دانش‌نامه‌ها
- Encyclopedia of Motherhood
- Encyclopedia of Unusual Sex Practices
- International Encyclopedia of Sexuality
- Queers in History

## مردم
- Prostitutes and courtesans